# Pierre Gouzou
Pierre Gouzou, né le 17 décembre 1998 à Meaux, est un trampoliniste français. 

## Carrière
Il remporte le bronze en trampoline synchronisé avec Josuah Faroux aux Championnats d'Europe de trampoline 2018 à Bakou.
Le duo est ensuite médaillé de bronze en trampoline synchronisé aux Championnats du monde de trampoline 2021 à Bakou .
Il est vice-champion d'Europe 2022 en individuel et champion d'Europe 2022 par équipes à Rimini.
Il est vice-champion du monde 2022 par équipes à Sofia et médaillé de bronze en trampoline synchronisé avec Florestan Riou.
Aux Championnats du monde de trampoline 2023 à Birmingham, il remporte la médaille d'or en trampoline par équipes avec Morgan Demiro-o-Domiro, Allan Morante et Julian Chartier ainsi que la médaille de bronze en trampoline synchronisé avec Morgan Demiro-o-Domiro.
Aux Championnats d'Europe de trampoline 2024 à Guimarães, il remporte la médaille d'or en trampoline par équipes avec Julian Chartier, Morgan Demiro-o-Domiro et Allan Morante, la médaille d'argent en trampoline synchronisé avec Morgan Demiro-o-Domiro et la médaille d'argent en trampoline individuel.
Il est sixième aux épreuves de trampoline aux Jeux olympiques d'été de 2024, un résultat dont il se dit satisfait, son objectif initial étant de se quaifier pour la finale. Il s'agit du meilleur résultat pour la France depuis une quatrième place de David Martin aux Jeux de 2000. Il dédie sa victoire à Franck Bardy, entraîneur de trampoline décédé peu de temps auparavant.